# Elizabeth Macdowell Kenton
Elizabeth Macdowell Kenton (1858-1953) fue una artista estadounidense conocida por sus pinturas y retratos de figuras. También era fotógrafa.

## Primeros años de vida
Fue una de los ocho hijos de Hannah Gardner y William Hance Macdowell, grabador, fotógrafo y pintor de Filadelfia. Este último transmitió su interés por Thomas Paine y el libre pensamiento a sus ocho hijos.
Elizabeth y su hermana Susan mostraron un interés temprano en el arte, que fue alentado por su padre. Ambas estudiaron en la Academia de Bellas Artes de Pensilvania con el pintor Thomas Eakins, con el que Susan se casaría en enero de 1884. Eakins pintó retratos de varios de los Macdowell y los usó como modelos en sus fotografías.
Day Dreams: Portrait of Caroline Eakins, el retrato que realizó  Elizabeth a la cuñada de Susan, se exhibió en la Exposición Colombina Mundial de 1893 en Chicago. Esta obra se encuentra en el Taubman Museum of Art en Roanoke, Virginia. La mayoría de sus otros trabajos pertenecen a colecciones privadas.
Elizabeth Macdowell se casó con Louis N. Kenton (1865–1947) el 31 de mayo de 1899. : 313, 318 Thomas Eakins, el cuñado de Elisabeth pintó un retrato de él: El pensador (1900) que se puede ver en el Museo Metropolitano de Arte. El matrimonio de los Kenton fue breve, según los diarios de Susan, Kenton era una persona violenta. : 313, 421 n.20 